# Коллекция лесовода Винтера
«Коллекция лесовода Винтера» (укр. «Колекція лісовода Вінтера») — ботанический памятник природы местного значения, расположенный на территории Оболонского района Киевского горсовета (Украина). Создан 14 октября 1997 года. Площадь — 0,3 га. Землепользователь — Святошинское лесопарковое хозяйство.

## История
Ботанический памятник природы местного значения был создан Решением Киевского горсовета № 1628 от 14 октября 1997 года. Создан с целью сохранения, охраны и использования в эстетических, воспитательных, природоохранных, научных и оздоровительных целей наиболее ценных экземпляров паркового строительства.
В 2013 году в ходе проверки Киевской прокуратурой деятельности КП «Святошинское ЛПХ» были установлены нарушения требований Земельного кодекса Украины, Закона Украины «О природно-заповедном фонде Украины», требования охранных обязательств и не вынесены в натуре границы данного объекта и еще 7 объектов ПЗФ (Списокː Пуща-Водицкий и Святошинский лесопарки, памятники природы Романовское болото и Коллекция лесовода Винтера, заказники Межигорское, Межигорско-Пуща-Водицкий, Пуща-Водица, Река Любка)

## Описание
Памятник природы занимает 25-е отделение 111 квартала Пуща-Водицкого лесничества, что на территории Пуща-Водицкого лесопаркаː в долине реки Котурка, восточнее исторической местности Пуща-Водица.

## Природа
Памятник природы представлен двумя деревьями сосны веймутовой и четырьмя деревьями лиственницы сибирской. Деревья были посажены в 1910—1917 годах киевским лесоводом С. В. Винтером. Экземпляры сосны веймутовой достигают высоты 20 и 23 м, окружность ствола соответственно 205 и 210 см. Высота деревьев лиственницы сибирской до 25 м, окружность ствола (на высоте 1,3 м от земли) 205 см.